# Pampa Almirón
Pour les articles homonymes, voir Almirón.
Pampa Almirón est une localité argentine située dans la province du Chaco et dans le département de Sargento Cabral.

## Démographie
Sa population était de 1 978 habitants (Indec, 2001), ce qui représente une croissance de 23 % par rapport au recensement précédent de 1991 qui comptait 1 037 habitants. Dans la municipalité, le total s'élevait à 1 747.